# Zámecký park (Častolovice)

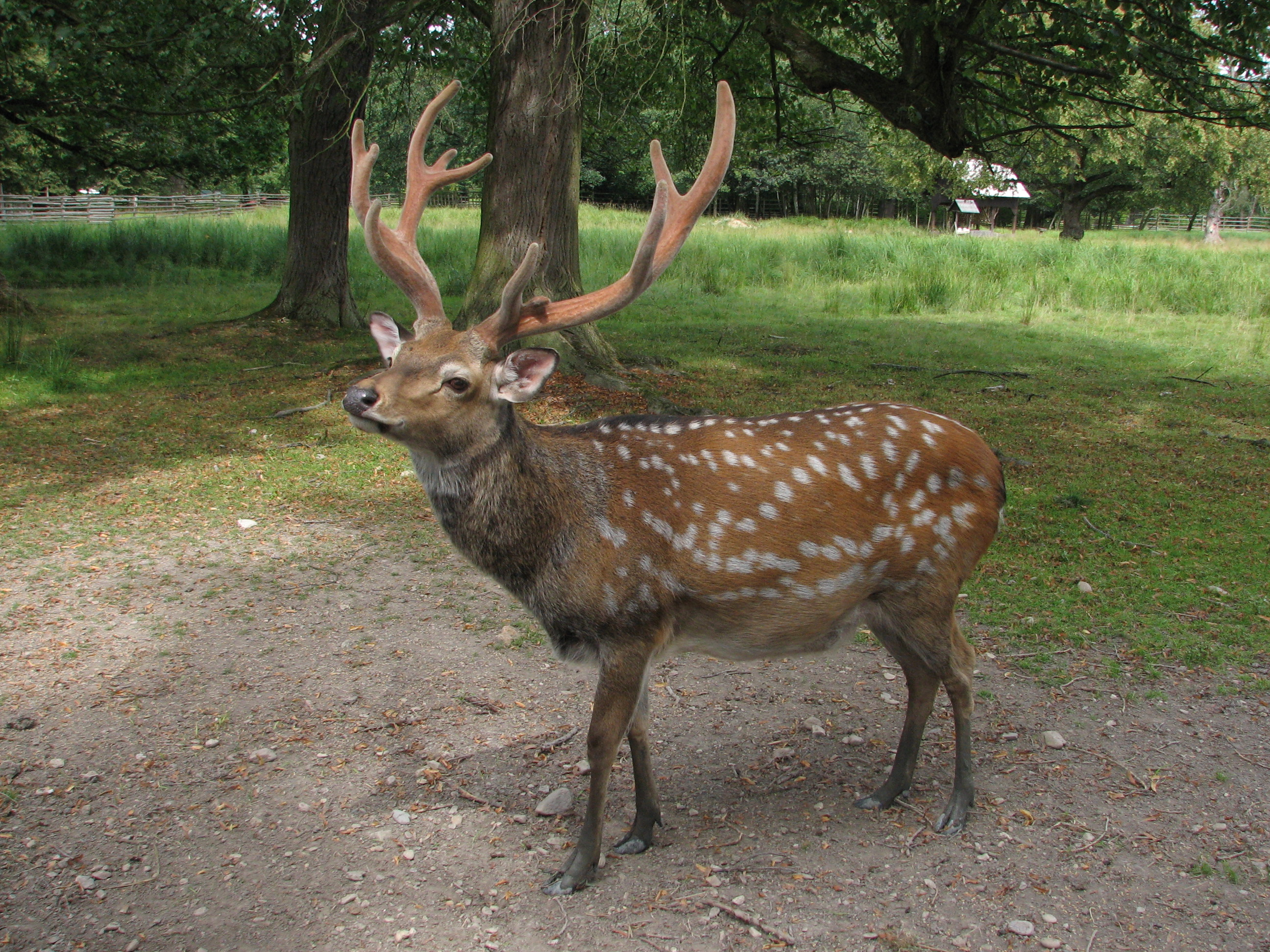
Sika Dybowského v oboře zámeckého parku

Zámecký park u zámku v Častolovicích v městysu Častolovice v okrese Rychnov nad Kněžnou, patří k nejvýznamnějším zámeckým parkům ve východních Čechách. Celý zámecký komplex s parkem zaujímají plochu 40,5 ha/42 ha. Udává se také, že vlastní park zaujímá plochu 31 ha.
Nemalé části parku jsou věnovány chovu zvířat:
- Obora s bílými daňky a siky Dybowského. Oddělená část je věnována divokým prasatům a srnci.
- Zámecký zvěřinec s chovem hospodářských zvířat, papoušků či hrabavých ptáků.[1][3]

Park se rozprostírá v nadmořské výšce kolem 270 m n. m. pod soutokem řek Bělá a Kněžná.
Jednou z mála staveb v parku je altán Gloriet, poblíž rybníka. Park je s výjimkou zvěřince přístupný zdarma.

## Historie parku

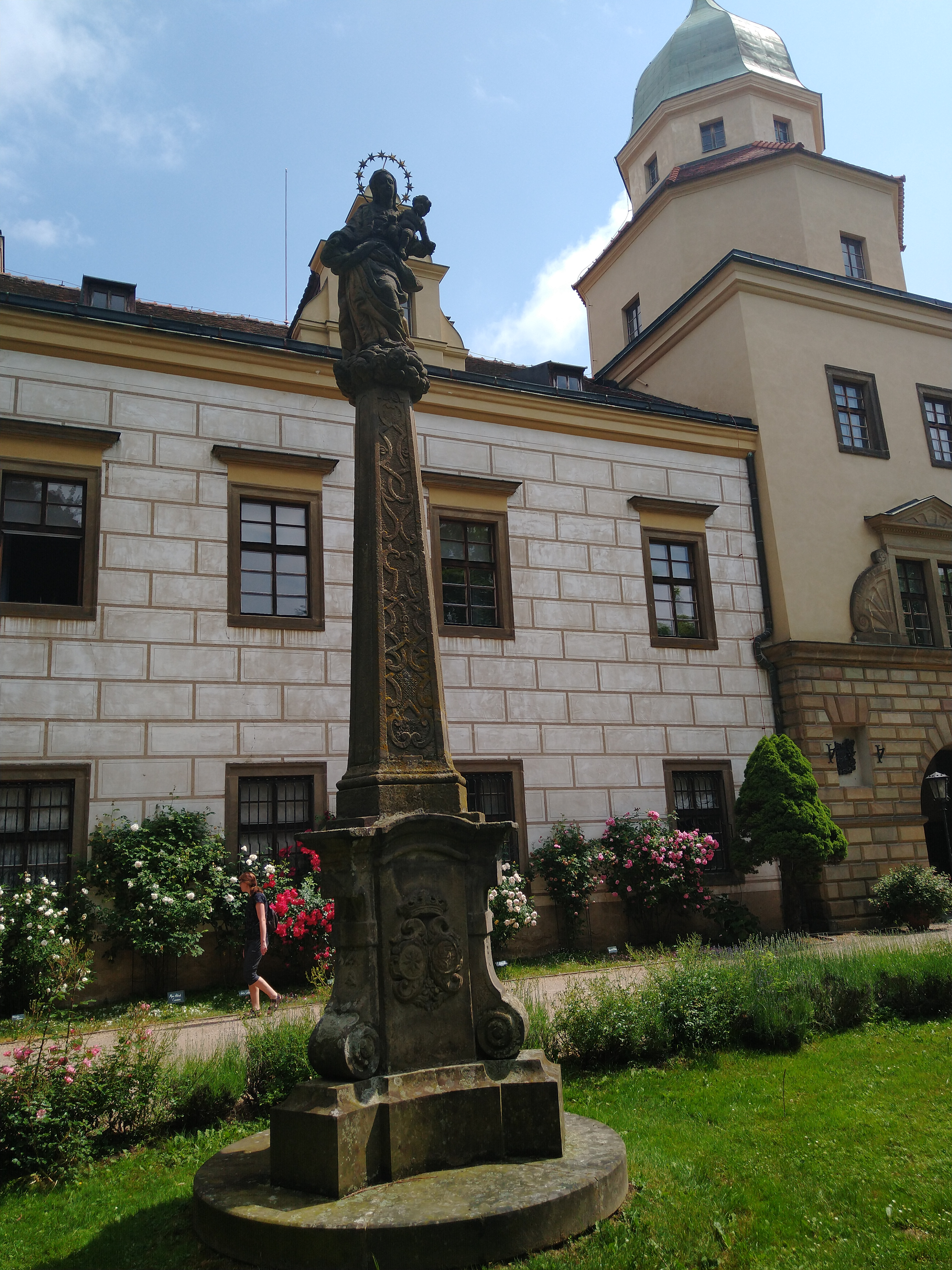
Sloup se sochou P. Marie před zámeckou budovou

Počátky budování parku lze zařadit na přelom 18. a 19. století, kdy začaly být starší barokní a klasicistní úpravy místní lužní krajiny intenzivněji doplňovány. Doba intenzivních úprav proběhla ve 20. a 30. letech 19. století a vyvrcholila v 50. letech 19. století, kdy zároveň došlo k přestavbě zámku do novogotické podoby, která však byla později vrácena do renesanční podoby.
Po polovině 20. století byl park silně zanedbaný.
V letech 1973–⁠1974 došlo pod vedením Františka Dobrkovského k částečné rehabilitaci parku na základě projektu Václava Vejrocha z roku 1972. Právě tehdy bylo obnoveno jezírko a jeho okolí.
V roce 1976 bylo v denním tisku psáno, že probíhá rehabilitace parku (současně s opravami zámku). Úpravy parku u rybníka prováděli dodavatelsky pracovníci KS Chrudim, další úpravy parku byly vykonávány vlastními silami. Zejména došlo k vyčištění průhledů v parku od plevelných keřů. V krajské soutěži krajinářských zahrad a parků byl tehdy vyhodnocen na 4. místě v tehdejším Východočeském kraji (za parky v Kostelci nad Orlicí, Opočně a Heřmanově Městci. O park se v té době staral jeden stálý zaměstnanec a jeden brigádník.
Další úpravy parku nastaly po restituci parku, když se v roce 1992 vrátil do vlastnictví rodu Šternberků.
V roce 2020 zasáhla park povodeň.

## Kompozice

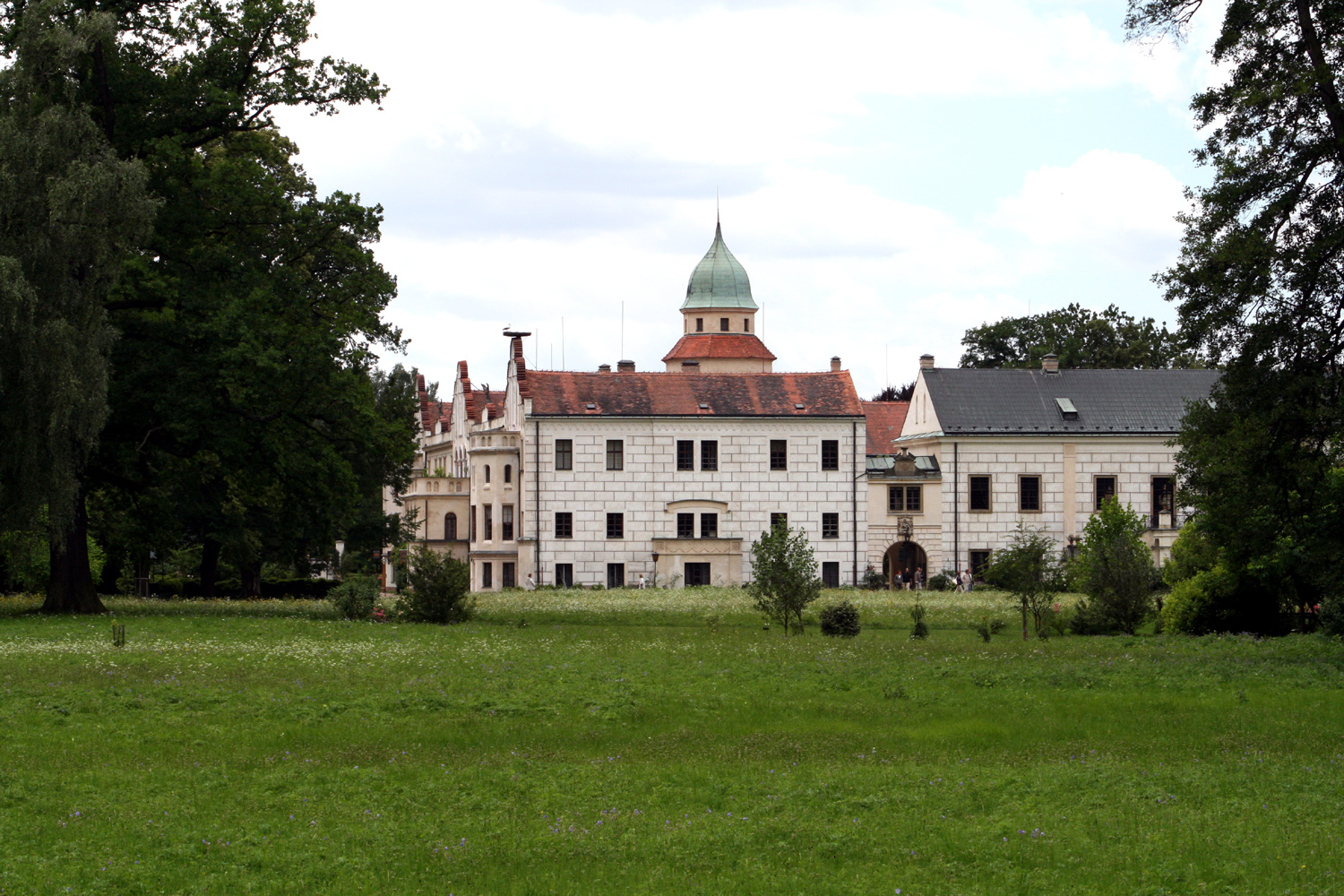
Průhled parkem na zámek

Z reprezentačního Rytířského sálu vede do parku dvouramenné schodiště. Významným navazujícím komponentem parku je stará barokní lipová alej provázející cestu k zámku. Koncepce parku je uplatněna na principu impozantního průhledu, který je rámován postranními dřevinnými kulisami. Zámek figuruje jako kompoziční závěr. Také další části parku využily principu rozlehlých palouků a komponovaných shluků dřevin.

## Rostlinstvo

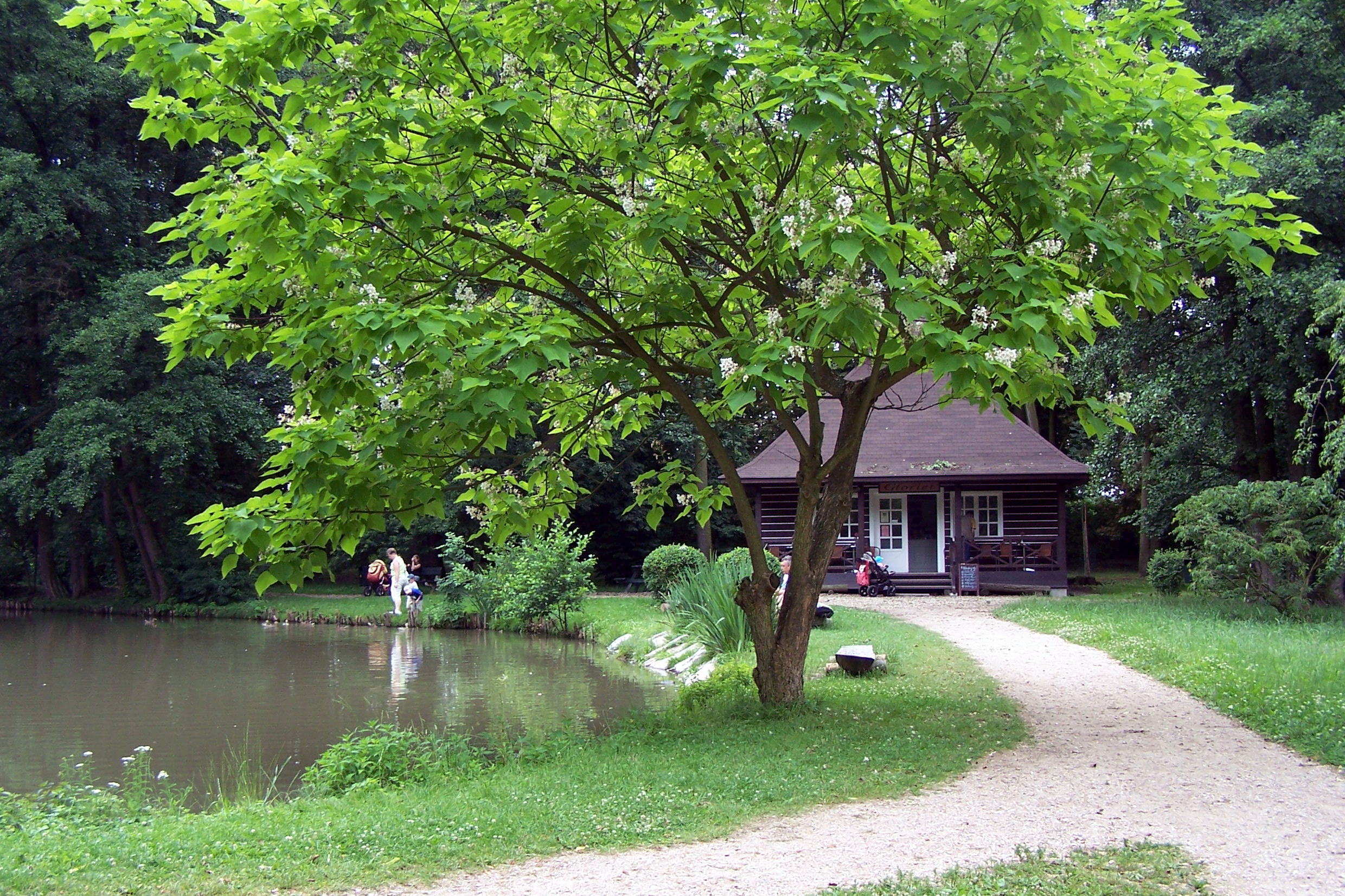
Altán Gloriet u rybníku

Park kombinuje vytříbeným způsobem tradiční komponování české krajiny a zásady anglického krajinářského parku první generace. Park tak mimořádně kvalitně přechází do krajiny podhůří Orlických hor. To se mj. projevuje tím, že ve skladbě dřevin převažují místní druhy – duby letní, lípy, javory mléč i klen. Poblíž vody rostou olše lepkavé, střemchy obecné, jasany ztepilé, javory babyky a topoly černé. Z místních druhů keřů mají největší zastoupení brslen evropský a líska obecná. Inventarizace dřevin před rokem 1984 uváděla 22 taxonů jehličnatých a 57 taxonů listnatých dřevin. Od té doby byly vysazeny další dřeviny, např. zimolezy či hortenzie.
Před zámkem rostou katalpy nádherné, červenolistý kultivar buku lesního, zerav západní, korkovník amurský . Bezprostředně u budovy zámku rostou kuželovité kultivary smrku sivého, tisy a po zdi se pne trubač kořenující. Nádvoří dominují topoly Wilsonovy. Zdi ozvláštňují popínavé dřeviny jako břečťan popínavý, podražec velkolistý, loubinec pětilistý, přísavník trojlaločný, réva vinná, vistárie čínská či aktinidie čínská.
V roce 2018 bylo v rámci výročí nedožitých 85. let Olgy Havlové vysazeno po Česku 85 stromů Olgy Havlové, které mají připomínat právě její osobnost a charitativní činnost. V Častolovicích byly na nádvoří zámku dne 24. května 2018 vysazeny dvě pavlonie plstnaté.
Součástí parku je i rozárium neboli růžová zahrada. Založila ji matka Diany Phipps Sternbergové, která zámek v roce 1992 restituovala a rozárium obnovila v roce 1994. K vidění je kolem 220 druhů a kultivarů růží, např. stará bílá růže Mme Hardy či moderní růžová růže Constance Spry. Kompozici doplňují trnovníky huňaté. Poblíž stojí za zmínku šácholan hvězdovitý, převislý kultivar modřínu ('Pendula'), pivoňka keřovitá. Nechybí ani okrasná vrba celolistá s bílými, zelenými a růžovými listy ('Hakuro nishiki'), líska s pokroucenými větvemi nebo bohatá kolekce nízkých stálezelených jalovců.

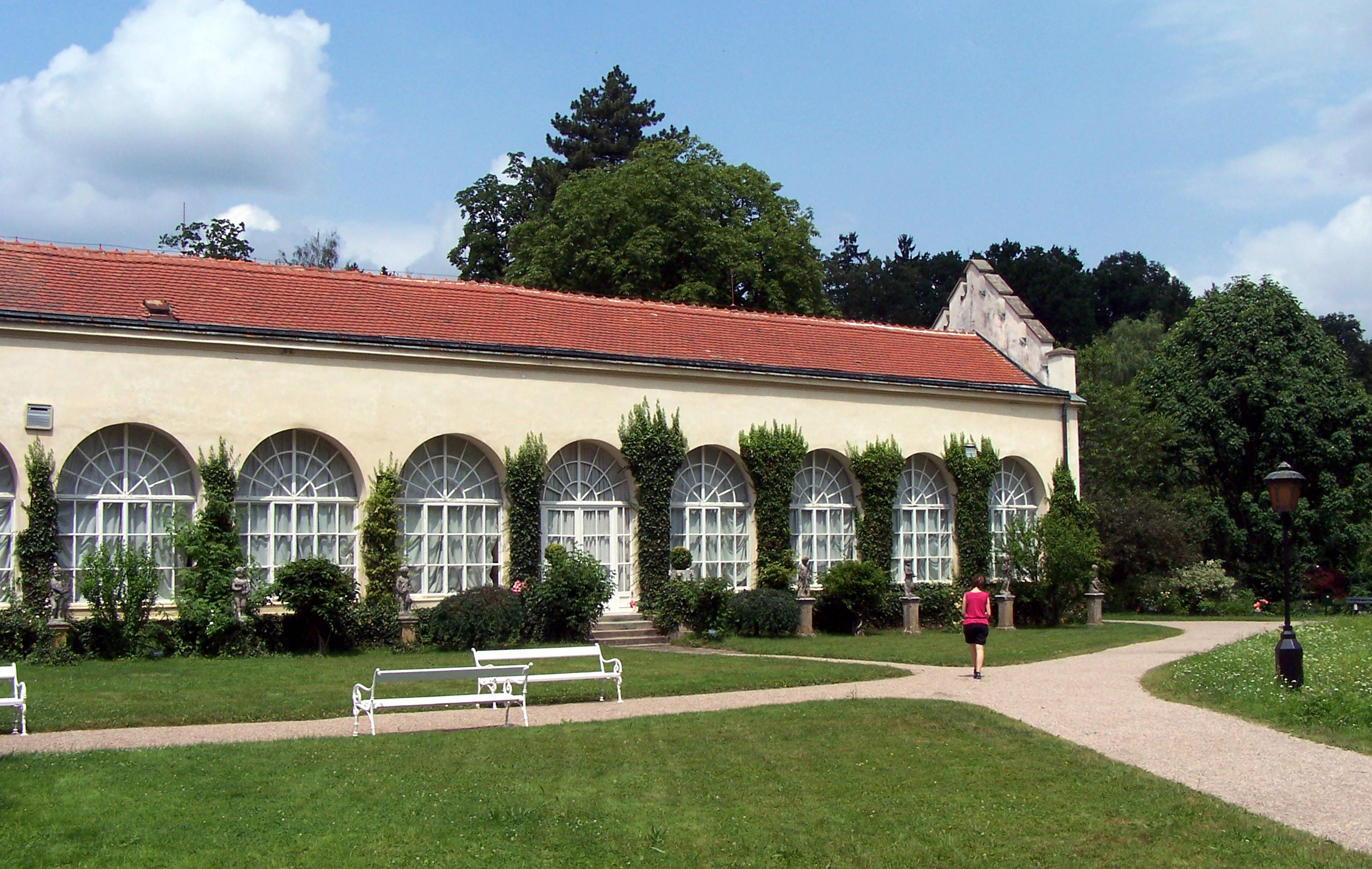
Oranžerie

Po severní straně oranžérie se pne hortenzie latnatá. U oranžerie je dále k vidění ibišek syrský, převislý kultivar čimišníku stromovitého 'Pendula', kuželovité smrky sivé 'Conica'. Po zdech se kromě břečťanu pne révovník krátkostopečný a aktinidie význačná. Pod schody na balkon zaujme hortenzie Sargentova, hortenzie latnatá i hortenzie velkolistá.
Na ostrově a v blízkosti rybníka rostou tisovce dvouřadé. V této části parku jsou dále k vidění liliovník tulipánokvětý, tavolníkovec jeřábolistý, jasan ztepilý 'Monophylla', zmarličník japonský. Na vlhkých loukách je možné najít vzácné druhy bylin jako ocún jesenní, kuklík potoční či prstnatec májový.
Kolem obory rostou listnaté dřeviny jako jírovec pleťový, topol Simonův, olše lepkavá střihanolistá, javor stříbrný a ze stálezelených jehličnanů lze zmínit cypřišek hrachonosný péřitý. Skupiny tvoří čimišník stromovitý, trnovník akát, kultivar Bessonův a rybíz alpínský. Z jehličnatých dřevin jedle obrovské a douglasky tisolisté. V louce zaujme jasan pensylvánský a u tzv. Příčné cesty kultivar dubu letního 'Viminalis' s kuželovitou vzpřímenou korunou. Na okraji centrální louky se ve skupině dřevin nacházejí stromy (kaštanovník setý, liliovník tulipánokvětý) i keře (weigelie a kaliny). V louce směrem k zámku rostou platan javorolistý a ambroň západní.
U lipové aleje se nachází skupina jírovců pleťových, ořešák černý, javor tatarský a tavola kalinolistá. Nechybí ani okrasná jabloň a třešeň. Z keřů lze zmínit skupinu dřínů obecných, klokoč zpeřený, tavolník vrbolistý, tavolník Thunbergův a kolkvicie krásná.
Partie před vstupem do zámeckého zvěřince ozvláštňuje značný počet různých druhů dřevin jako roubovanec temnoplodce černoplodého, štědřenec alpský, kdoulovec nádherný, korkovník amurský, naroubovaná vrba jíva převislá a z keřů např. kalina obecná, vilín, pivoňka keřovitá či trojpuk. Před vstupem do zvěřince je i odrůda růže nazvaná Marie Rottrová.

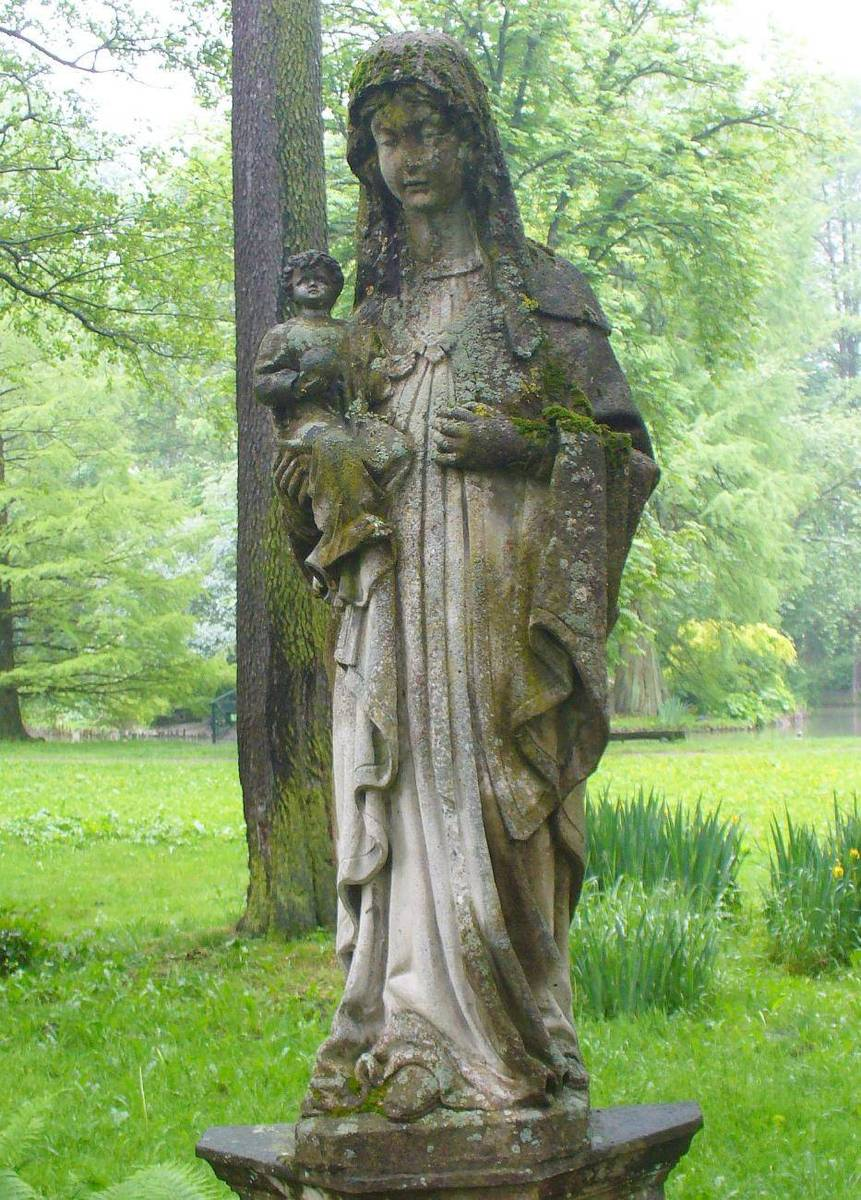
Socha Madony

Zadní část parku vyplňují kromě domácích dřevin roztroušené cizokrajné dřeviny, např. jedlovce kanadské, smrky omoriky, borovice černé, břízu papírovitou, zmarličníky japonské a z keřů zimolez Maackův. Zajímavý je i kultivar javoru mléče 'Cuculata'. V rámci novějších výsadeb sem byly zasazeny jedle korejské. Z jehličnanů ještě upoutá nápadný kultivar jedle vznešené 'Glauca' se stříbřitými jehlicemi.

## Sochy
V parku je umístěno i několik soch:
- barokní sloup Panny Marie (před vstupem do zámku, 1744, původně na rozcestí silnic, před zámek přesunut v roce 1954[12])
- plastika Vážka
- kovová plastika Stříbrný kůň
- socha Madony (poblíž obory)